# Marine City
Marine City is een plaats (city) in de Amerikaanse staat Michigan, en valt bestuurlijk gezien onder St. Clair County.

## Demografie
Bij de volkstelling in 2000 werd het aantal inwoners vastgesteld op 4652.
In 2006 is het aantal inwoners door het United States Census Bureau geschat op 4446, een daling van 206 (-4.4%).

## Geografie
Volgens het United States Census Bureau beslaat de plaats een oppervlakte van
6,4 km², waarvan 5,7 km² land en 0,7 km² water. Marine City ligt op ongeveer 176 m boven zeeniveau.

## Plaatsen in de nabije omgeving
De onderstaande figuur toont nabijgelegen plaatsen in een straal van 24 km rond Marine City.